# 佐野竹之介
佐野 竹之介（さの たけのすけ、天保10年（1839年） - 安政7年3月3日（1860年3月24日））は、江戸時代末期（幕末）の水戸藩士。桜田門外の変で井伊直弼襲撃に携わった桜田十八士の一人。名は光明。通称は竹之助とも。変名に海野慎八、佐藤武兵衛がある。父は佐野光誠。山川菊栄によると藩内でも評判の暴れ者で大男だが剣術は未熟だったとされる。
安政7年（1860年）3月3日の桜田門外の変で大老・井伊直弼の襲撃に参加した。故郷を去る際に詠んだのが『出郷作』　である。
戦いで重い傷を負い、老中・脇坂安宅の屋敷に自首した後、同日中に死去した。享年22。
明治35年（1902年）、正五位を追贈された。